# Gaio Marcio Censorino
Gaio Marcio Censorino (... – 82 a.C.) è stato un politico e militare romano, degli inizi del I secolo a.C.

## Biografia
Gaio Marcio Censorino fu un sostenitore di Gaio Mario. Nell'88 a.C. rivestì la carica di triumvir monetalis. In questo ruolo emise due tipi di denari, il primo con le teste affiancate di Numa Pompilio e Anco Marzio al dritto e un desultor al rovescio. L'altro con la testa di Apollo al dritto e un cavallo al galoppo al rovescio con le briglie sciolte. Emise anche dei bronzi, tra cui alcuni presentano al dritto le teste affiancate di Anco Marzio e Numa Pompilio. Le figure rappresentate al dritto fanno riferimento alla pretesa discendenza della gens Marcia da Anco Marzio e quindi anche dal nonno di questi, Numa Pompilio. Gli stessi riferimenti si trovano in altri monetari della stessa gens.
Su istruzione di Mario fu ucciso il console in carica dell'anno Gneo Ottavio, come conseguenza dello scontro tra sillani e sostenitori di Mario.
Nell'82 a.C. ebbe il comando in una battaglia contro Pompeo presso Sena Gallica. Dopo la battaglia di Porta Collina Marcio Censorino fu catturato, riconosciuto e ucciso secondo le indicazioni di Silla.

### Fonti antiche
- Appiano: De bellis civilibus 1,327 segg.; 1,401; 1,414
- Cicerone: Brutus, 311

| Controllo di autorità | VIAF (EN) 8027155708726322580001 · GND (DE) 1185209050 |